# Papyrus London 37
Der Papyrus 37 (auch Fragmenta Londinensia, Siglum U nach Rahlfs) ist das Fragment einer Papyrushandschrift aus dem 7. Jahrhundert. Er enthält den Text von Psalm 11(10),2–19(18),6 und 21(20),14–35(34),6 in griechischer Sprache (Septuaginta). Es sind 32 Blätter erhalten.
Die Schrift ist unregelmäßig, die Akzente sind willkürlich gesetzt, der Text ist fortlaufend ohne Unterbrechung am Ende eines Psalms. Er wurde offenbar von einem ungeübten Schreiber geschrieben. Der Text hat große Ähnlichkeit zum Sahitischen Psalter.
Der Text entstand in Oberägypten und ist neben dem Papyrus Leipzig 39 eines der beiden erhaltenen Beispiele einer oberägyptischen Fassung des Psalters in griechischer Sprache.
1832 fand sie der englische Physiker Edward Hogg angeblich in einem Kloster in Theben. 1836 gab er sie an das British Museum in London. Die Fragmente waren der erste bekannte Papyrus mit einem biblischen Text. Konstantin von Tischendorf und Paul de Lagarde hielten sie für die älteste bekannte griechische Handschrift des Alten Testaments. Zeitgenössische paläographische Untersuchungen ergaben allerdings eine wahrscheinliche Entstehungszeit im 7. Jahrhundert.
Die Handschrift befindet sich heute in der British Library in London (Signatur P. Inv. Nr. 37 oder Ms. pap. 37).

## Textausgaben
- Konstantin von Tischendorf: Monumenta sacra inedita. Nova collectio I. J.C. Hinrichs, Leipzig 1855.
- Gregor Emmenegger: Der Text des koptischen Psalters aus al-Mudil. Ein Beitrag zur Textgeschichte der Septuaginta und zur Textkritik koptischer Bibelhandschriften, mit der kritischen Neuausgabe des Papyrus 37 der British Library London (U) und des Papyrus 39 der Leipziger Universitätsbibliothek (2013) (= Texte und Untersuchungen zur Geschichte der altchristlichen Literatur. Band 159). Walter de Gruyter, Berlin/New York 2007, S. 259–327.